# Phuntsho Choden do Butão
Ashi Phuntsho Choden (1911-2013) foi a rainha consorte do Butão. Ela se casou aos 15 anos com o segundo rei de Butão, Jigme Wangchuck ela é mais  conhecida em seu país por sua grande devoção ao budismo, tendo sido responsavel, entre outras coisas, pela construção de vários templos em seu país, na Índia e no Nepal, impressão e distribuição de textos religiosos budistas, e o estabelecimento de um plano para a biblioteca nacional do Butão recolher e conservar documentos budistas e seculares considerados vitais  